# Citicolina
Citicolina é um fármaco ativador e reconstituinte cerebral. Possui ação protetora do cérebro, estimula a produção de fosfolípidos e reduz o nível de ácidos gordos livres. É utilizada no envelhecimento neuronal, insuficiência vascular cerebral, sequelas de AVC e na melhora de performance de memória. Nas isquemias, como é um fármaco precursor da fosfatidilcolina, atua como um estabilizador da membrana neuronal, protegendo o local da separação da fosfatidilcolina de seus ácidos graxos livres, importantes na formação de radicais livres.

## Precauções
O fármaco é eliminado pela lactação e não é administrado em mulheres que amamentam. Em grávidas seu uso não está totalmente elucidado por falta de estudos clínicos. Nas hemorragias cerebrais intracranianas a dose limite corresponde a 600 mg/dia.

## Interações medicamentosas
A citicolina aumenta o potencial de ação da L-dopa, sendo assim, os médicos avaliam cuidadosamente a prescrição deste medicamento quando o paciente faz tratamento com meclofenoxato e centrofenoxina.

## Controvérsia
Segundo a Nota Técnica N° 14 /2012 (atualizada em 24/11/2015) do Ministério da Saúde, além do fármaco não ser aprovado pelo FDA (Food and Drug Administration), não há evidências sólidas de que a Citicolina tenha eficácia na prevenção de delirium e alguma melhora neurológica após infarto cerebral. Estudos mal elaborados sugerem que citicolina pode ser benéfica em pacientes idosos com insuficiência vascular cerebral crônica - necessitando de mais estudos para comprovar os supostos benefícios.